# Mieczysław Grotkowski
Mieczysław Władysław Grotkowski (ur. 7 stycznia 1928 w Przasnyszu, zm. 11 marca 2009 tamże) – polski rolnik, związkowiec, działacz opozycji w okresie PRL.

## Życiorys
Syn rolników, Józefa i Wiktorii. Ojciec, żołnierz AK, został 26 grudnia 1944 aresztowany, a następnie 21 stycznia 1945 rozstrzelany w Starych Jabłonkach koło Ostródy. Po śmierci ojca Mieczysław Grotkowski przejął gospodarstwo rodzinne. Działał w antykomunistycznej konspiracji, w 1946 został profilaktycznie aresztowany na czas głosowania w referendum ludowym.
W 1981 włączył się w działalność NSZZ Rolników Indywidualnych „Solidarność”. Był skarbnikiem zarządu wojewódzkiego Solidarności RI, zaangażował się w duszpasterstwo rolników. W swoim domu w Przasnyszu prowadził nieformalne biuro rolniczej „Solidarności”. W 1989 współtworzył Komitet Obywatelski w Przasnyszu. 
13 maja 2006 za wybitne zasługi w działalności na rzecz przemian demokratycznych w Polsce, za zasługi dla rozwoju wsi i rolnictwa Mieczysław Grotkowski został odznaczony przez prezydenta Lecha Kaczyńskiego Krzyżem Oficerskim Orderu Odrodzenia Polski
Został pochowany na cmentarzu parafialnym w Przasnyszu.

## Życie prywatne
Od 1953 żonaty z Krystyną Barbarą Jasińską. Ojciec Hanny Grotkowskiej (1954–1991), więźnia politycznego w 1985, która w 1990 przez kilka miesięcy pełniła funkcję wicewojewody ostrołęckiego. Brat Józefa Grotkowskiego.